# Deadly Sting: The Mercury Years
Deadly Sting: The Mercury Years és una recopilació de dos discs d'èxits de música, amb dues cançons de directe i dos més que no s'han publicat mai abans, del grup de Heavy Metal alemany Scorpions, publicat per Mercury Records el 1997. Al mercat americà hi ha dues versions de l'àlbum, un amb la coberta original, i un altre amb la "censurada". En l'original hi havia una dona nua. En la nova portada es mostra un terreny ple d'escorpins. Les dues portades han estat creades per John Scarpati.

## Llista de cançons

### Disc u
1. "Loving You Sunday Morning" – 5:36
2. "Lovedrive" – 4:51
3. "Holiday" – 6:47
4. "Make It Real" – 3:50
5. "The Zoo" – 5:29
6. "Blackout" – 3:48
7. "Can't Live Without You" – 3:45
8. "No One Like You" – 3:56
9. "China White" – 6:57
10. "Dynamite" – 4:12
11. "Bad Boys Running Wild" – 3:55
12. "Rock You Like a Hurricane" – 4:12
13. "Coming Home" – 4:59
14. "Big City Nights" – 4:09
15. "Still Loving You" – 6:27
16. "Coast To Coast" - (en directe) – 4:52

### Disc dos
1. "Don't Stop At The Top" – 4:03
2. "Rhythm Of Love" – 3:48
3. "Passion Rules The Game" – 3:59
4. "Walking On The Edge" – 5:08
5. "Believe In Love" – 5:23
6. "I Can't Explain" – 3:21
7. "Tease Me Please Me" – 4:44
8. "Don't Believe Her" – 4:55
9. "Wind of Change" – 5:12
10. "Hit Between The Eyes" – 4:35
11. "Send Me an Angel" – 4:33
12. "Alien Nation" – 5:44
13. "Under The Same Sun" – 4:52
14. "Woman" – 5:56
15. "In Trance" - (en directe) – 4:19
16. "Over The Top" - (no llançat anteriorment) – 4:24
17. "Life Goes Around" - (no llançat anteriorment) – 3:31